# ADAC Masters Weekend
Das ADAC Masters Weekend ist eine 2009 gegründete Motorsport-Veranstaltungsreihe, die mehrere vom ADAC organisierte Automobilsport-Rennserien in einem gemeinsamen Veranstaltungspaket zusammenfasst. Nach dem Auflösen der Beru Top 10 im Jahr 2007 fehlte in Deutschland ein Motorsportveranstaltungspaket unterhalb der DTM, sodass die Rennserien bei unterschiedlichen Events starteten.
Mit dem ADAC Masters Weekend gab es nun wieder einen Veranstaltungskalender, dessen Basis die Rennen des ADAC GT Masters, der ADAC-Procar-Serie, des ADAC-Formel-Masters und des nationalen ATS Formel-3-Cups bilden. 2012 und 2013 gehörte auch die Mini Trophy fest zum Programm. Außerdem bietet es Gastrennserien eine Plattform für die Austragung der Rennen.
Der Sender Sport1 sendet als TV-Partner in einem einstündigen Magazin die Höhepunkte der Rennen und Hintergrundinformationen aus dem Fahrerlager, in der Regel am Samstag oder Sonntag nach der jeweiligen Veranstaltung.